# Тарнавський Мирон Омелянович
Миро́н Омеля́нович Тарна́вський (29 серпня 1869, с. Барилів, нині Радехівський район — 29 червня 1938, с. Черниця, нині Бродівський район) — український полководець, командир Легіону УСС, генерал-чотар та Начальний вождь (головнокомандувач) УГА.

## Життєпис
Народився 29 серпня 1869 року в с. Барилові (Брідський повіт, Королівство Галичини та Володимирії, Австро-Угорщина, нині — Радехівський район Львівської області, Україна) в Галичині в давній родині греко-католицького священика Омеляна Тарнавського.
Здобувши початкові знання у сільській народній школі, закінчив німецькомовну Бродівську гімназію (1890), після чого був призваний на однорічну військову службу до австрійської армії, яка включала півроку навчання в старшинській школі у Львові і півроку служби в 10-му Брідському батальйоні польових стрільців. Склавши іспит у старшинській школі у Львові, отримав звання «ляйтнанта в цивілю».
За протекції графа Станіслава Бадені 5 місяців прослужив в управі Краєвого виділу у Львові, після чого зголосився до військової служби.

### В армії Австро-Угорщини

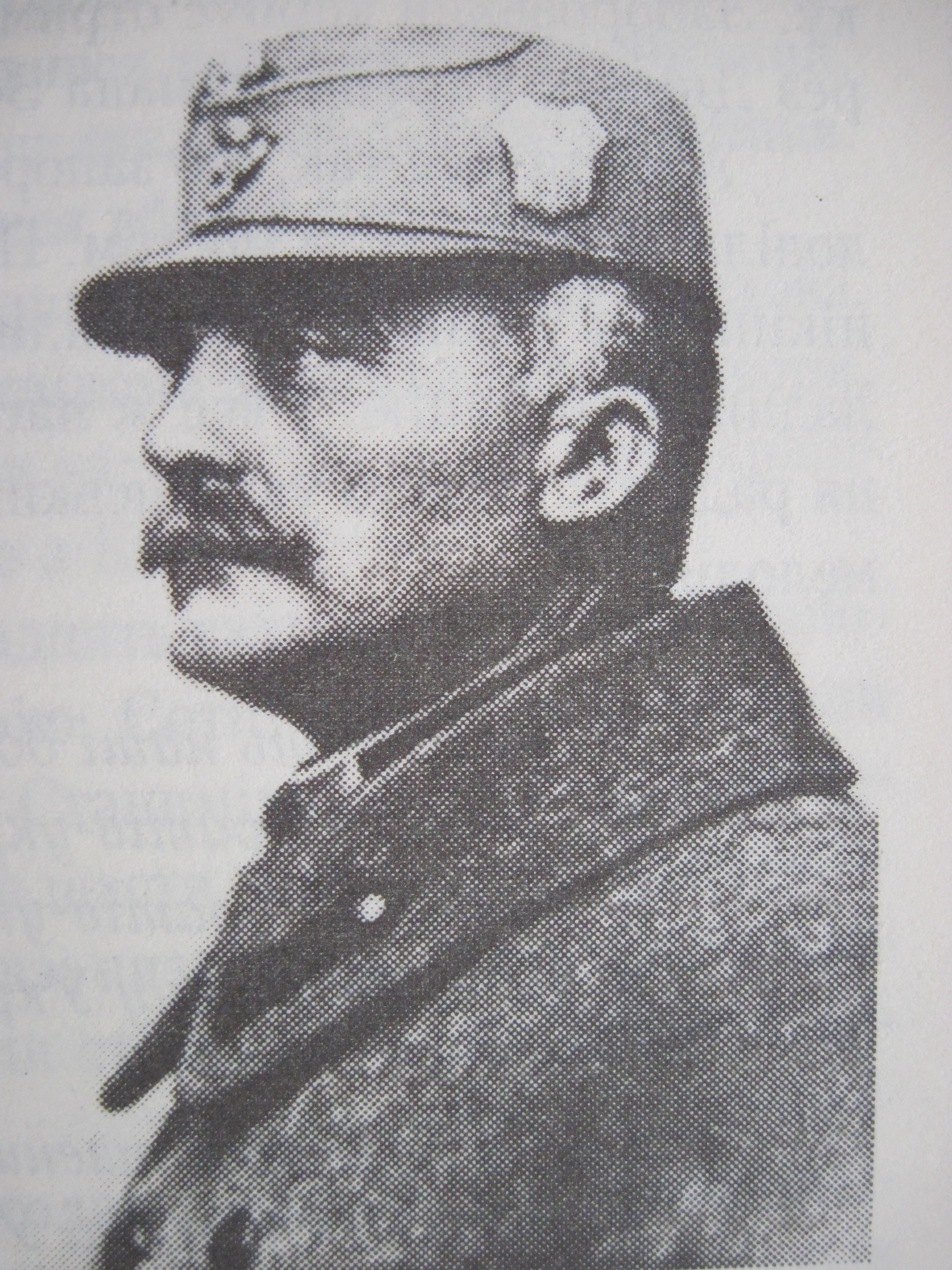
Мирон Тарнавський у формі австро-угорської армії

Зразу був скерований на піврічну старшинську практику до 13 Тарнівського батальйону польових стрільців і після здачі іспиту на становище активного старшини у Відні у 1892 зарахований лейтенантом Перемиського 18-го полку ландверу.
У 1899 р. отримав звання оберлейтенанта і скерування до Самбора. Тут 1902 одружився. У 1907 перевівся на службу до Золочева ближче до родини, командантом роти. У 1909 здобув звання гауптмана. Із проголошенням часткової мобілізації у 1912 переведений до Бродів.
Тут зустрів початок Першої світової війни. Перші бої під Радзивиловом та Олієвом, де цісарсько-королівська армія зазнала поразок, далі 26 серпня під Буськом, де цісарсько-королівська армія зазнала поразок і відступила в Західну Галіцію. Під Санчем захворів на дизентерію, під Строновичами отримав наскрізне поранення в обидва стегна. Лікувався у Перемишлі й Будапешті, відтак на курорті в Бадені. У травні 1915 на чолі батальйону повернувся на фронт в район Славського. В той час розвивався австро-німецький наступ після боїв на Маківці.
Наприкінці серпня 1915 в Завалові уперше зустрівся з січовими стрільцями, заприязнившись із Дмитром Вітовським.
Наприкінці січня 1916 — призначений командантом Вишколу УСС і Коша УСС, які тоді базувалися у Свистільниках, а з травня-червня — в Розвадові (Вишкіл) і Пісочній (Кіш). У Розвадові отримав звання майора. У Розвадові загальне командування Вишколом перейняв оберстлейтенант принц Оскар фон Гогенцоллерн (1888—1958), син кайзера Вільгельма ІІ, а вишкільні підрозділи УСС разом з іншими підпорядковано полякові Бєрнацкому, україножерові, який ініціював введення до УСС німецьких інструкторів, що загалом вийшло на добре. Однак із ним Тарнавський конфліктував. У листопаді командувати Вишколом доручили майорові Францові Кікалю, переведеному з цісарсько-королівської армії. Також відомо, що в ті роки Кошем УСС орудував Никифор Гірняк.
У червні 1917 заходами Бєрнацкого усунутий з Вишколу УСС і призначений командантом батальйону 35-го Золочівського стрілецького полку (до березня 1917 іменувався 35-м піхотним полком ландверу) і скерований під Куропатники, де в ході Офензиви Керенського розпочалися гарячі бої.
У жовтні 1917 по стабілізації фронту вздовж старого кордону по Збручі, призначений командантом Куреня УСС.
Надалі в час походу австро-угорської армії в Україну в 1918 був на різних посадах, серед інших референтом для українських справ при штабі 54-ї австрійської дивізії, пізніше у ранзі підполковника — командантом 16-го полку стрільців, з рештками якого повернувся до місця його постою у Кракові. Заарештований поляками, перебував деякий час у таборі полонених в Домб'є; по звільненню переїхав до Станіславова.

### В УГА
17 лютого 1919 перейшов на службу до УГА, діставши призначення на команданта фронтової групи «Схід» під Львовом, а згодом у ранзі полковника — Другого Корпусу УГА.
- Офіцери 3-го корпусу УГА. Сидять зліва направо: (другий) Мирон Тарнавський, Володимир Генбачів, Григорій Коссак, Карл Долежал. 1919.
- Старшини штабу III-го корпусу УГА в таборі військовополонених у м. Тухоля. Польща. 14 — генерал Мирон Тарнавський. 1920.

Мирон Тарнавський очолював Другий Корпус УГА у боях під Львовом і під час першого відступу, в Чортківській офензиві; під час другого — диктатор ЗУНР Євген Петрушевич 5 липня 1919 на вимогу Петлюри звільнив генерала Грекова і призначив М. Тарнавського генерал-четарем і Начальним вождем (головкомом) УГА. Після переходу за Збруч Мирон Тарнавський пережив дні тріумфу й трагедії об'єднаних українських армій: похід на Київ і його здобуття (30 серпня 1919), відступ, пошесть тифу.
Рятуючи армію від виснажливих боїв у «трикутнику смерті» та епідемії тифу, коли УГА стала небоєздатною, Мирон Тарнавський вислав, з власної ініціативи, делеґатів для переговорів про перемир'я з Добровольчою армією генерала А. Денікіна, за що диктатор ЗУНР усунув його з поста Начального вождя і віддав під військовий суд (відбувся 13–14 листопада у Вінниці), який, однак, виправдав М. Тарнавського. Востаннє М. Тарнавський виконував обов'язки начального вождя УГА під час хвороби його наступника генерала Осипа Микитки. Під час союзу УГА з Червоною армією Тарнавський переховувався 1920 у Балті й у Києві, звідки по приході польської армії переїхав у липні до Галичини.
Вивезений поляками до табору полонених у Тухолі, перебував там до кінця 1920. Після звільнення повернувся до Галичини і жив у с. Черниці поблизу Бродів.

Ігумен Шептицький та генерал Тарнавський в урочищі Підлюте 1937 рік

Помер 29 червня 1938 року в одному з львівських шпиталів (за іншими даними, в с. Черниця, Бродівський повіт, Тернопільське воєводство, нині Бродівський район Львівської області, Україна).
Похорон був організований за сприяння фірми Романа Шухевича «Фама». Похований на Янівському цвинтарі у Львові серед стрілецьких могил вояків УГА. Його похорон був масовою українською маніфестацією.

## Родина

Могила Мирона Тарнавського поряд із могилами військових і політичних діячів Василя Беня і Костя Левицького

Донька Мирона Тарнавського Марія, що надавала лікарську допомогу бійцям УПА, 11 із половиною років провела в таборах Воркути, її чоловік Степан загинув у ГУЛАГу, а їхні доньки Яромира і Зоряна відбували заслання у Читинській області.
Старший син Омелян разом із батьком воював за незалежність України. У 1924 році приїхав до УРСР, здобув в Одесі професію інженера. У 1937 його заарештували й розстріляли.
Молодший син Мирон-Зимовіт навчався у Празькій політехніці, був знаний у «Пласті». Після розгрому дивізії «Галичина» перейшов до УПА. Провів у радянських концтаборах 10 років. Помер у Владимирській області.
Дочка Олена-Ганна в 1940 році вступила в шлюб, а в грудні її чоловік зник у застінках НКВС. У вересні 1945 року радянські окупанти замордували й Ганну — її знайшли зариту в глині з 11 проколами багнетом.

## Військова кар'єра
- 1891 лейтенант
- 1899 оберлейтенант ландверу
- 1909 гауптман ландверу
- 1916 майор ландверу, отаман УСС
- 1919 полковник УГА
- 5 липня 1919 генерал-четар Начальний вождь УГА

## Нагороди
Генерал Мирон Тарнавський мав низку австрійських і німецьких нагород:
- Ювілейна бронзова медаль на честь 50-річчя правління Франца Йосипа.
- Ювілейний хрест для збройних сил на честь 60-річчя правління Франца Йосипа.
- Хрест «За військові заслуги» 3 ступеня з військовими прикрасами і мечами.
- Орден Залізної Корони 3 ступеня з військовими прикрасами.
- Німецький Залізний Хрест 2 ступеня.
- Медаль «За поранення»

## Вшанування пам'яті
- Пам'ятники Миронові Тарнавському встановлені в рідних йому селах Барилів (місце народження) і Черниця (місце смерті).
- На фасаді будівлі Бродівської гімназії ім. Івана Труша у січні 2000 року встановлена меморіальна таблиця, яка сповіщає, що у 1889 році цю гімназію закінчив генерал УГА Мирон Тарнавський[10].
- На честь генерала Мирона Тарнавського названо вулиці у Львові, Дрогобичі, Івано-Франківську, Тернополі, Стрию та у багатьох містах і селах Галичини.
- Рішенням виконкому Тернопільської міської ради громадській організації «Комітет з будівництва пам'ятника генералові Мирону Тарнавському» дозволено спорудження пам'ятника громадсько-політичному діячеві та генералу-четару Української Галицької Армії періоду визвольних змагань 1918—1919 років на території природного скверу поряд із будинком за адресою вул. Генерала М. Тарнавського, 2.
- 1 жовтня 2024 року 45 окремій артилерійській бригаді Сухопутних військ ЗСУ присвоєно почесне найменування «імені генерала Мирона Тарнавського»[11][12].

Пам'ятник у селі Черниця
Меморіальна таблиця генералу УГА М. Тарнавському на фасаді Бродівської гімназії
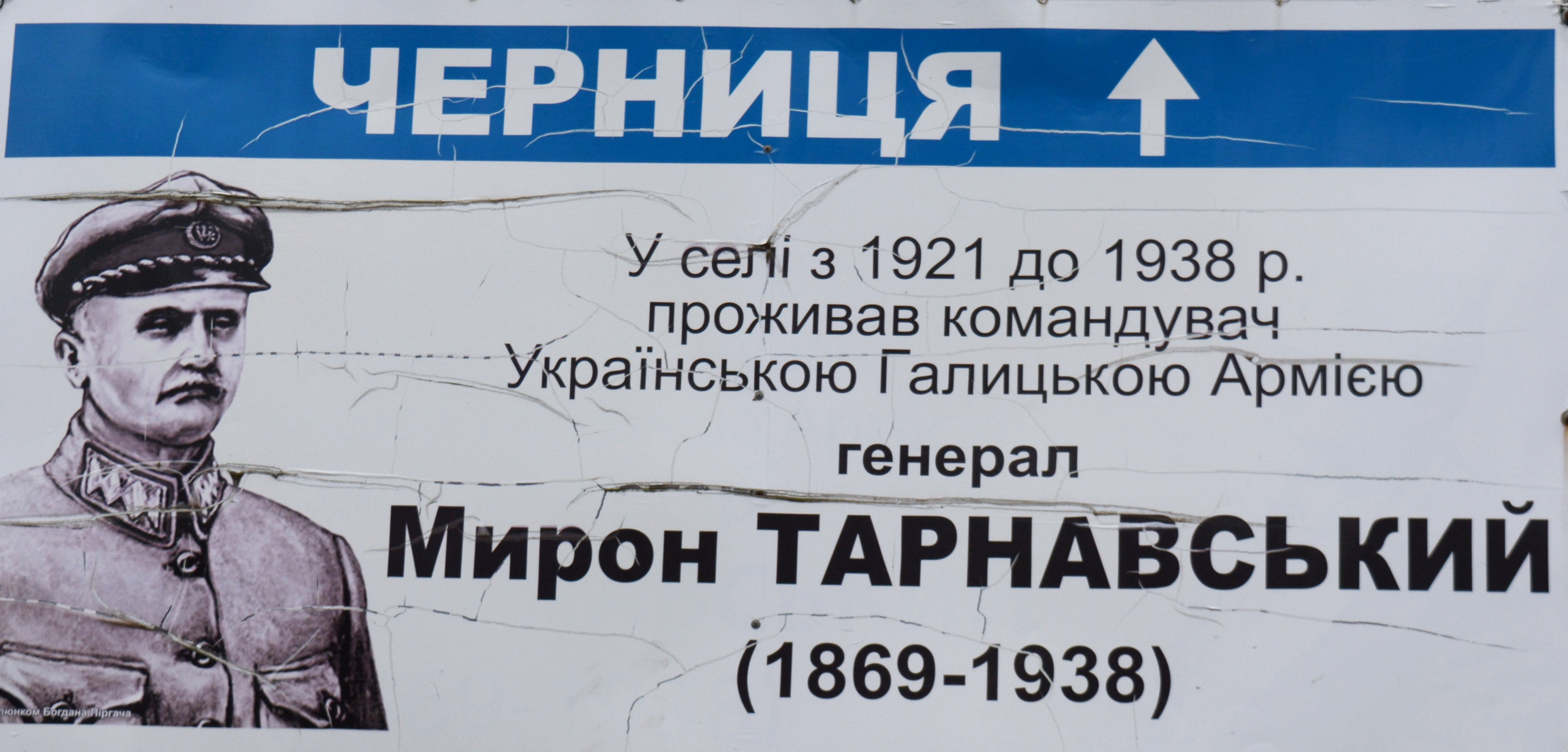
Плакат при дорозі (Р 39) в с. Черниця